# Preiļi kommun
Preiļi kommun (lettiska: Preiļu novads) är en kommun i Lettland. Den ligger i den sydöstra delen av landet, 180 km öster om huvudstaden Riga. Antalet invånare är 40 536. Arean är 365 kvadratkilometer.
Terrängen i Preiļi kommun är platt.
Följande samhällen finns i Preiļi kommun:
- Preiļi
- Jaunaglona